# Камера дельи Спози
Камера дельи Спози (итал. Camera degli Sposi — «Брачный чертог»), Камера пикта (итал. Camera picta — «Расписанная комната») — помещение в Палаццо Дукале в Мантуе, расписанное фресками Андреа Мантеньи в 1465—1474 годах и знаменитое благодаря высокому качеству изображений, включающих около тридцати портретных фигур, а также умелому использованию перспективных обманок.

## История создания
В 1460 году Андреа Мантенья переселился в Мантую по приглашению маркиза Лудовико III Гонзага. Маркиз был одним из самых просвещённых тиранов периода кватроченто и стремился сделать Мантую центром научной и художественной культуры Италии. При его дворе Мантенья мог жить и работать, пользуясь уважением и славой.

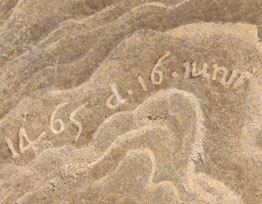
Дата начала работ

Мантенья (как свидетельствует авторское граффити на откосе окна северной стены) начал свою работу 16 июня 1465 года. Но фактически роспись создавалась позже, после его поездки во Флоренцию и Пизу (1466-67), и полностью была закончена в 1474 году. Возможно, за время работы, которая прерывалась неоднократно, первоначальная программа могла несколько раз меняться из-за пожеланий заказчика.
Комната размером 8 на 8 метров находится на втором (парадном) этаже угловой северо-восточной башни замка Св. Георгия, включённого в комплекс построек Палаццо Дукале. Замок в момент росписи комнаты имел целую анфиладу парадных покоев, в которую и входила эта камера. Из окон открывался вид на Среднее озеро, дамбу и мост Св. Георгия. Возможно, именно этот вид Мантенья запечатлел в своей картине «Успение Марии» (ок. 1464, Прадо), которая находилась в капелле того же замка, также расписанной его фресками, которые не сохранились.

## Название
Во времена Мантеньи она называлась просто Камера пикта (Camera picta — «Расписанная комната»). Традиционное наименование комнаты впервые появляется только в XVII веке, в сочинении Карло Ридольфи о венецианских живописцах. Обычно полагают, что он руководствовался посвятительной надписью над главной дверью, где упоминаются супруги Гонзага — Лудовико и Барбара; но В. Н. Гращенков указывает, что правильнее думать, что он опирался на давние представления о назначении этой комнаты. Из писем маркиза Лудовико Гонзага 1462 и 1474 известно, что помещение служило ему спальней и там стояла кровать. Это значение комната имела и ранее (1457), до того, как Мантенья её расписал. В комнате устраивали торжественные приёмы, возможно, она поменяла своё назначение из-за желания хозяев её демонстрировать гостям.

## Фрески
В росписи комнаты Мантенье удалось создать превосходный образец зрительной иллюзии. По словам Б. Р. Виппера, она 
...представляет собой одно оптическое целое: в освещении фресок приняты во внимание реальные источники света, линия горизонта находится в полном соответствии с положением наблюдающего зрителя, реальные своды продолжаются в воображаемом пространстве фресок и поддерживаются воображаемыми, написанными пилястрами. <...> Зритель, вступающий под своды Camera degli sposi, испытывает впечатление, как будто стены маленькой комнаты раздвинулись и что между миром реальным и миром изображенным больше нет никаких преград.
Небольшая комната с плоским сводом на распалубках благодаря живописи раздвинулась вширь, так как иллюзионистическая декорация стен и свода наполнила её светом и воздухом. Основываясь на пятах арок (образованных распалубками свода и отмеченных лепными консолями) художник разделил все стены на двенадцать равных участков. Они разграничены нарисованными «столбами», которые опираются на будто бы мраморный цоколь (90 см), опоясывающий все стены и украшенный тремя рядами медальонов со вставками из цветного мрамора в венецианском вкусе. Эффект сцены усилен тем, что на всех стенах на уровне пят арок изображены металлические стержни, к которым будто бы подвешены тяжёлые кожаные «занавесы» с тиснёным золочёным орнаментом. В пролётах с фигурами занавесы «раздвинуты», а их концы «подвёрнуты» за столбы. На двух других стенах также изображены исключительно реалистичные занавесы, но «заглянуть» за них нельзя. В стенах находятся разные по размерам и высоте рельефные порталы двух дверей, два окна, асимметрично расположенные на северной и восточной стенах, и обрамление ниши большого камина на северной стене.

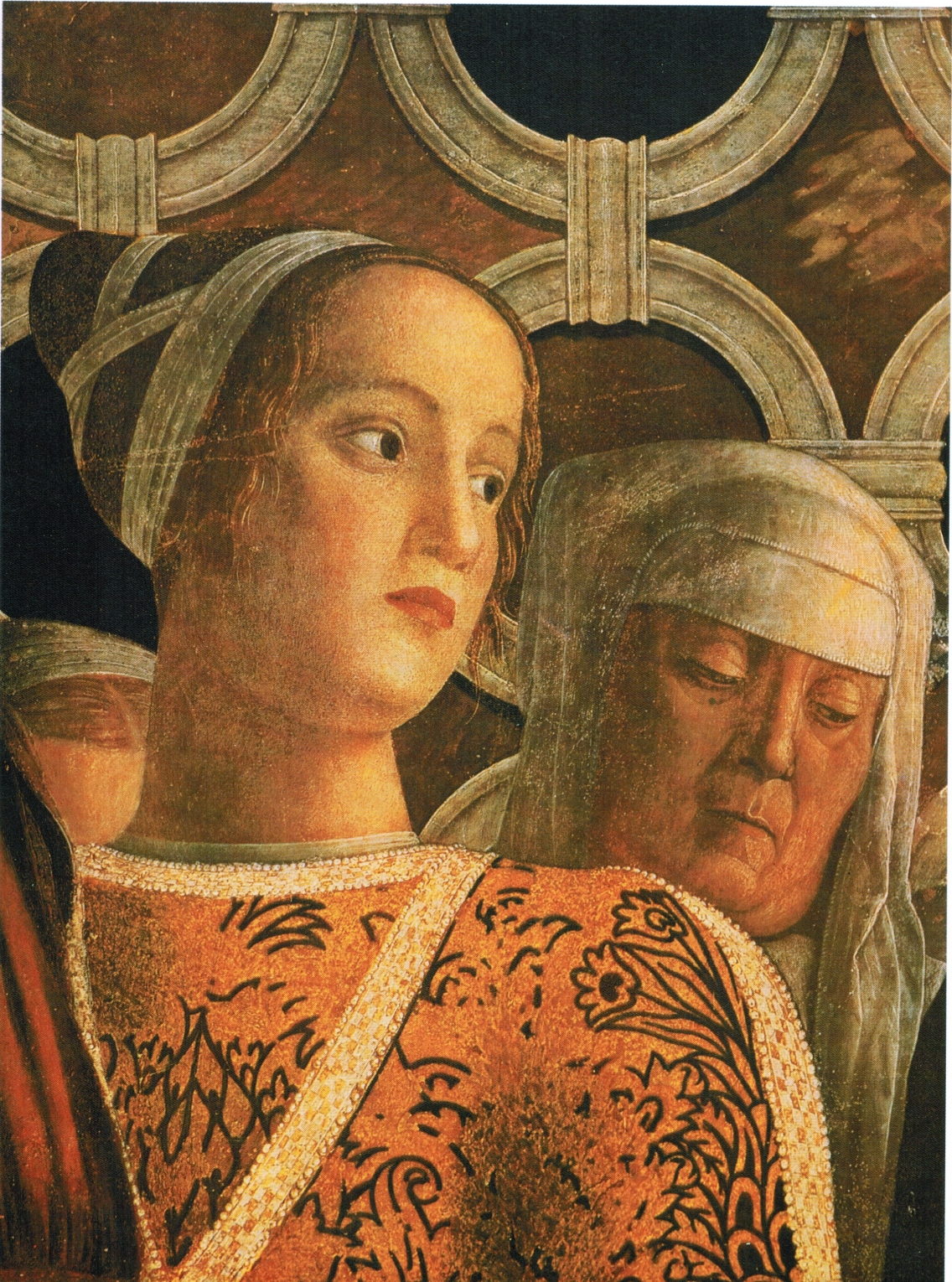
Портрет Барбары, дочери Лудовико Гонзага

Ценность фресок Мантеньи заключается не только в превосходном качестве созданной художником иллюзии. Они также представляют собой блестящее решение жанровой, тематической задачи — задачи группового портрета.
В многочисленных фигурах фресок представлена обширная семья маркиза, его приближенные и слуги. Сцены из их жизни трактованы с такой непосредственностью и повествовательной конкретностью, что кажутся изображением каких-то реальных событий. Кроме того, фигуры психологически столь тесно связаны между собой, что составляют как бы некое органическое целое.
Рассматривать фрески лучше всего из «зашторенного» угла комнаты, идя взглядом слева направо, от низко расположенной «Встречи» (90 см над уровнем пола) к высоко поднятому «Двору» (250 см), чтобы потом спуститься взглядом по ступенькам, изображённым справа от камина. Художник тонко рассчитал чередование движущихся и неподвижных фигур, мысленных подъёмов и спусков. Небо за спиной фигур зрительно объединяет всю панораму комнаты.

### Северная стена
На северной стене, над камином, написана «Придворная сцена», изображающая заказчика (в неофициальном наряде) и его жену Барбару Бранденбургскую, сидящую в окружении родственников (сыновей с их жёнами и детьми). Группа придворных заполняет остальное пространство изображения — закрытый двор-садик (giardino secreto). К маркизу подходит его секретарь Марсилио Андреаси и, склонившись, что-то ему сообщает. В руках у маркиза развёрнутое письмо. Какую новость приносят Лудовико, неизвестно, выдвигалось много версий, из которых наиболее правдоподобной Гращенков В. Н. считает известие об избрании его второго сына Франческо Гонзага кардиналом (конец 1461 года). Достоверность сцене придают многочисленные детали: у ног Барбары стоит её любимая карлица, а под креслом Лудовико свернулась его собака Рубино. На колени маркизы склонилась её младшая дочь, Паола, держащая в руке яблоко.
Отделка ограды на заднем плане повторяет декор цоколя стен и балюстрады «окна» свода. Низкая точка зрения усиливает монументальность фигур. Две фигуры у самой кромки надкаминного карниза почти вторгаются в реальное пространство комнаты.

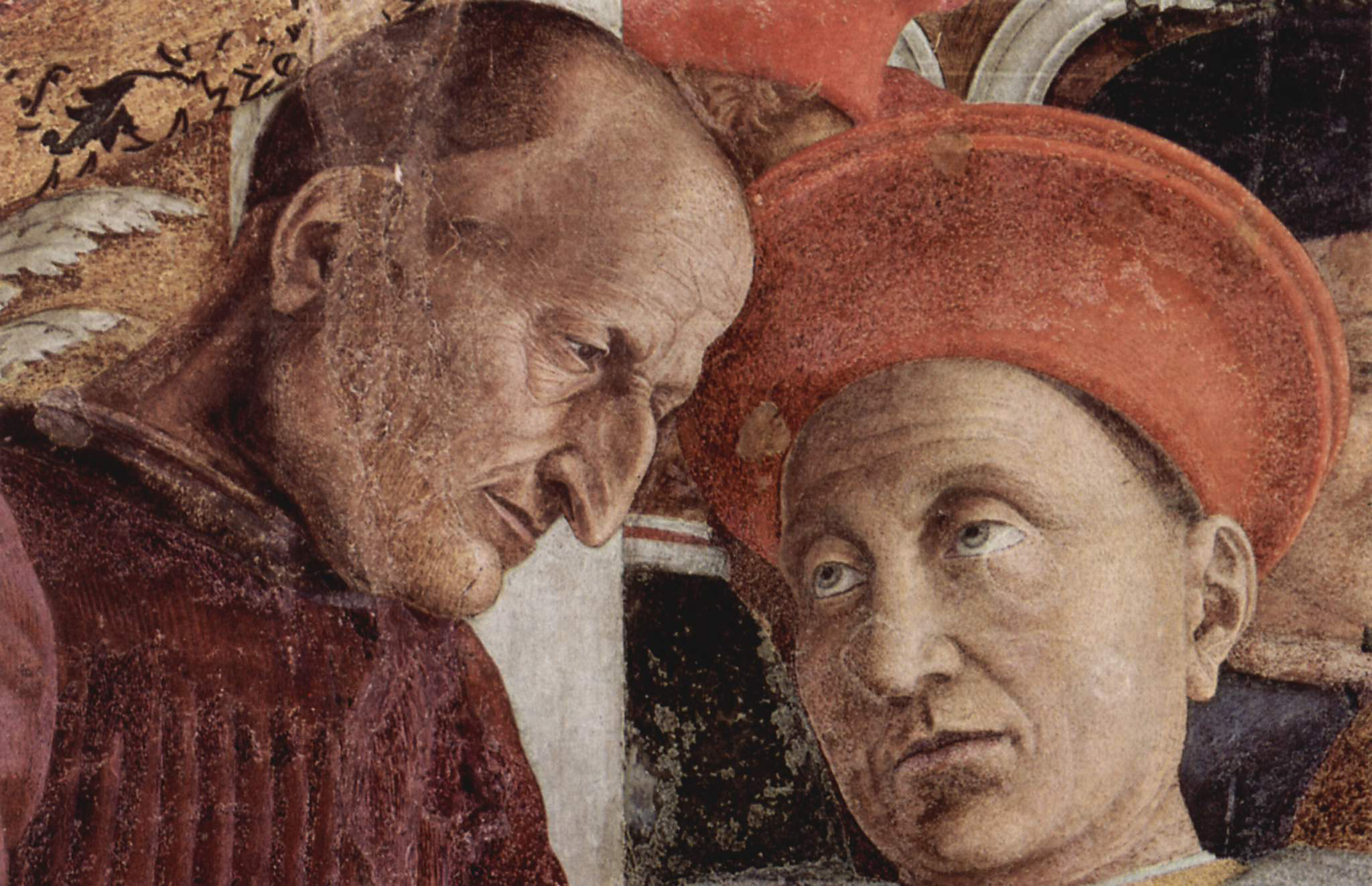
Маркиз Лодовико Гонзага и его секретарь Марсилио Андреаси
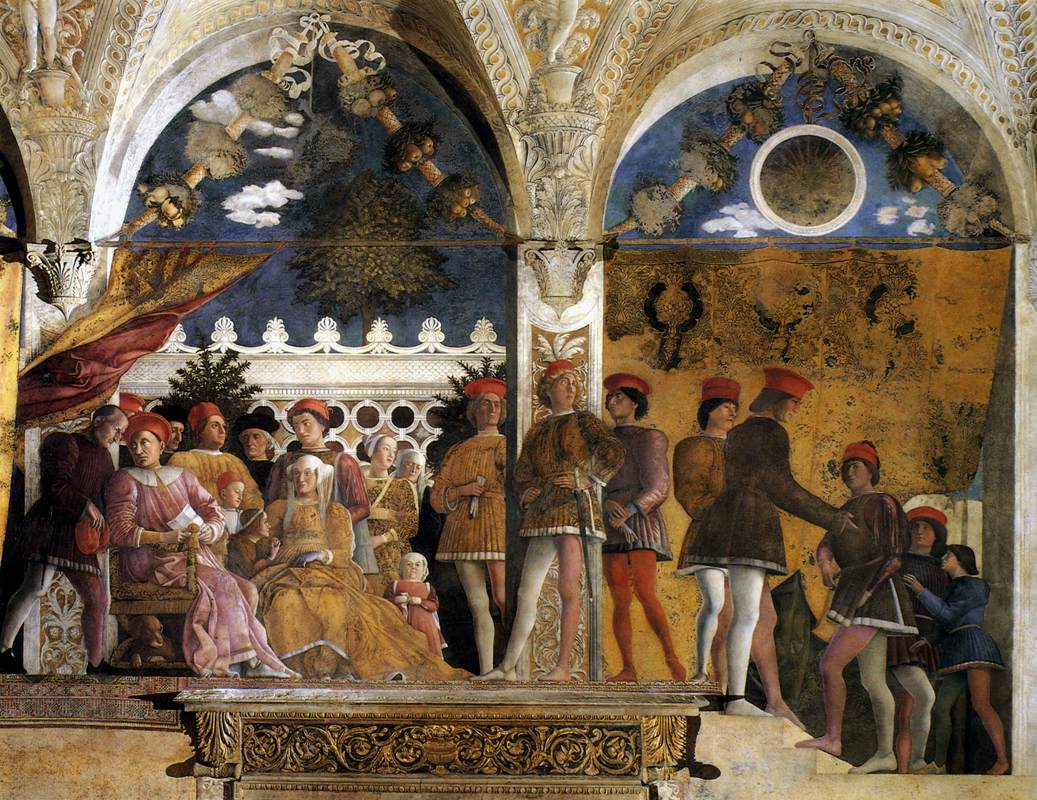
Северная стена
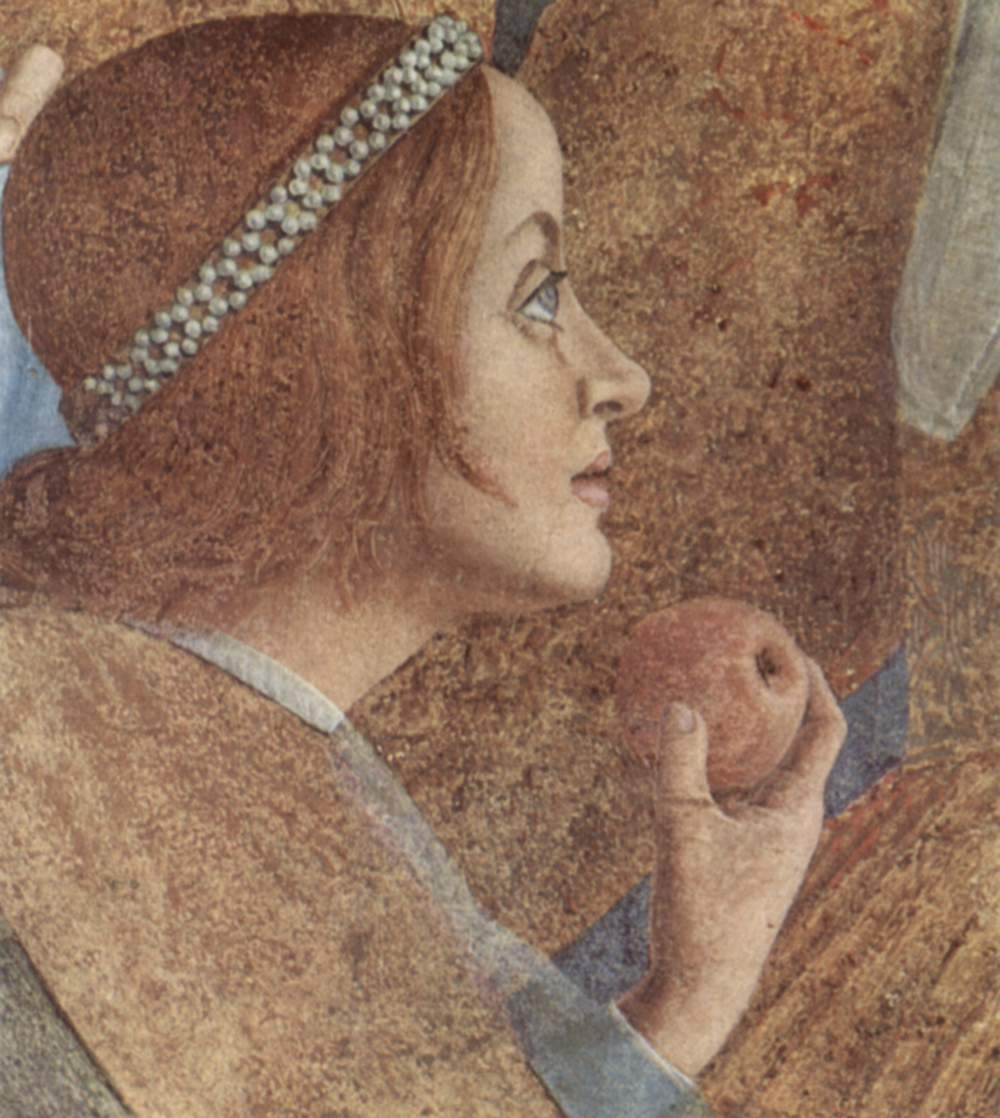
Паола Гонзага

### Западная стена
На западной стене находится так называемая «Сцена встречи». Лудовико Гонзага написан в официальном наряде, встречающим своего сына кардинала Франческо Гонзага (а также, по устарелой версии, императора Фридриха III и короля Кристиана I Датского). Эта стена — наиболее освещенная, и её композиция трактована как уходящая вдаль пейзажная панорама.
В этой фреске видели сцену встречи маркиза с его сыном, новоизбранным кардиналом Франческо (конец 1461), но чаще — их более позднюю встречу (август 1472). В хронике Андреа Скивенолья рассказывается, как кардинал после лечения на водах близ Болоньи вернулся в Мантую со всей своей свитой (куда входил и Мантенья) и был торжественно встречен отцом у города, в местечке Бонданелло. Будучи епископом Мантуи, кардинал должен был присутствовать на закладке новой церкви Сант Андреа по проекту Леона Баттиста Альберти. Маркиз придавал большое значение этому храму, переговоры о нём с папой вел именно кардинал. Существуют и другие версии, насчет того, какое именно событие изображено в этой фреске.
Над дверью написан хоровод путти, которые несут золотую доску с латинской надписью, увековечивающей работу над росписью и прославляющей заказчиков и художников: «Сиятельному Лодовико, второму маркизу Мантуанскому, государю превосходнейшему и в вере непоколебимейшему, и сиятельной Барбаре, его супруге, женщине несравненной славы, их Андреа Мантенья, падуанец, закончил это скромное произведение в их честь в 1474 году».

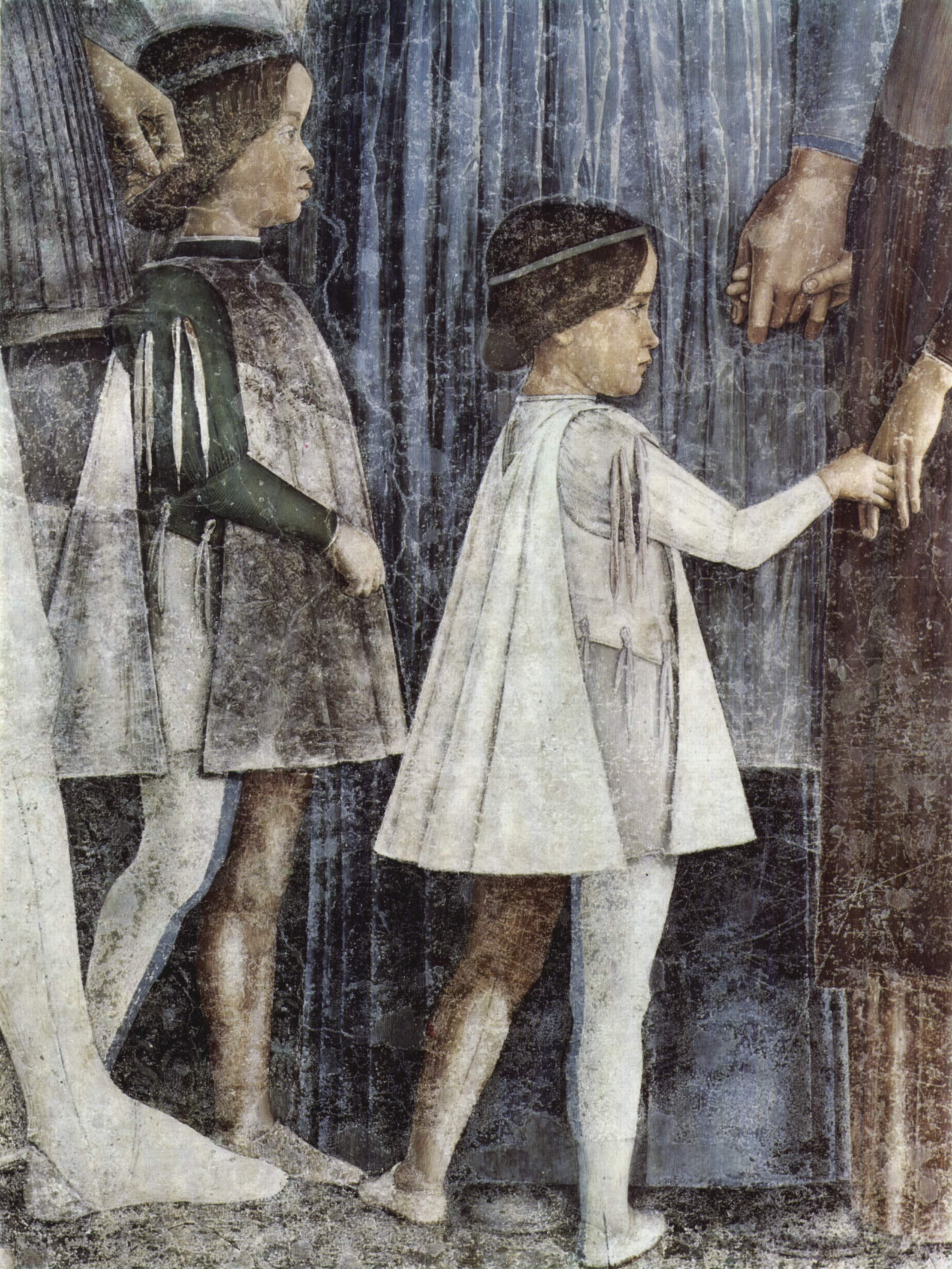
Дети Джанфранческо и Сиджизмондо Гонзага
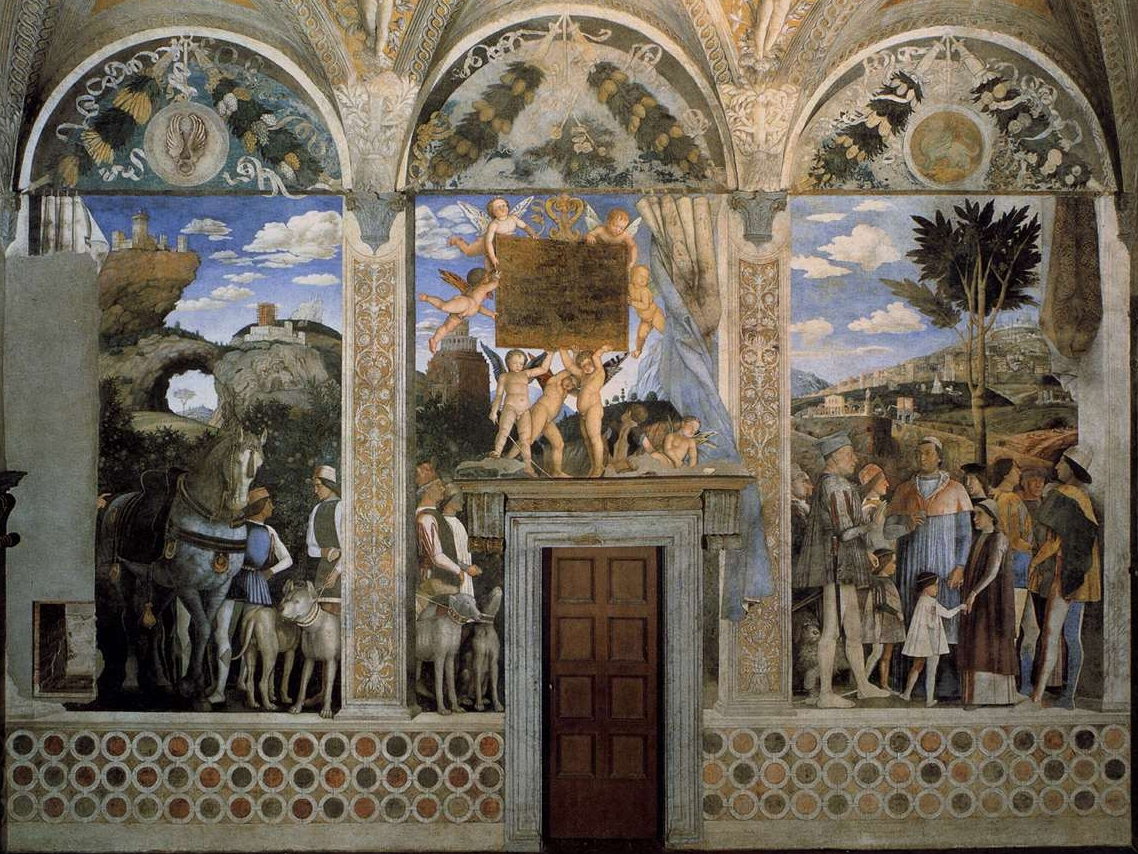
Встреча с кардиналом Франческо Гонзага
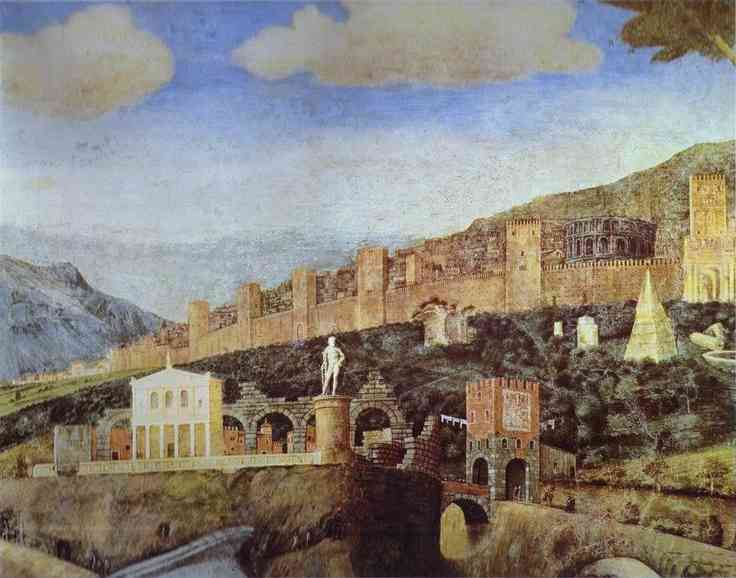
Деталь пейзажного фона

### Южная и восточная стены
Южная и восточная стена, а также пролёт с окном на северной стене показаны полностью «прикрытыми» иллюзорными кожаными занавесами, которые имитировали настоящие шторы из кордовской кожи, когда-то украшавшие эти стены и окна. В люнетах над занавесами (украшенными зелеными гирляндами с плодами и эмблемами Гонзага) видно голубое небо.
|  |  |

### Плафон
Роспись плафона относится к распространённому в искусстве Италии XV — XVII веков жанру ракурсных изображений (итал. pittura di sotto in su — «живопись снизу вверх, под потолок»). Она сделана таким образом, что создается впечатление, будто «аркады» колонного зала несут нервюрный свод, поднимающийся вверх и завершающийся куполом. Комната кажется высокой, хотя в реальности её высота не превышает семи метров. Архитектурные «членения» и «рельефы» свода написаны гризайлью (серым тоном), их фон имитирует золотую мозаику. В центре свода изображено круглое окно (окулюс), сквозь которое видно голубое небо, а льющийся из него «свет» будто бросает блики и тени на фигуры у балюстрады окна и «рельефы» свода. Широкая круглая рама, украшенная гирляндами, небольшое «окно» заметно выделяется в декоре свода. Восемь ромбовидных секций свода украшены медальонами в венках с портретами римских императоров, поддерживаемых путти. В двенадцати распалубках изображены подвиги Геракла и сцены из истории Орфея и Ариона, легендарных музыкантов древности, служителей Аполлона — это ассоциации с гениями хозяина дома, которые могли намекать на его любовь к музыке. Эти «рельефы» all’antica и световой окулюс придают комнате важный оттенок классицизированности по типу древнеримского дома.
Окно окружено сквозной балюстрадой, составленной из тех же декоративных элементов, что цоколь стен внизу. Над ней с точным учетом резких перспективных сокращений «помещена» кадка с карликовым апельсиновым деревом, которая будто грозит обрушиться вниз и своим краем дополнительно опирается на деревянную палку, как бы подставленную в последний момент. Возможно, тут присутствует символика — апельсиновые плоды и цветы с давних пор связаны с браком и плодовитостью. Рядом сидит павлин — символ Геры/Юноны, обозначающий супружеское согласие. По обе стороны балюстрады играют путти, просовывая головы между её колонками: один со стрелой, другой с венком, третий держит яблоко (атрибут Венеры), будто собираясь бросить его вниз. Вместе с ними вниз заглядывают улыбающиеся молодые женщины: какая-то матрона (её ошибочно принимали за портрет маркизы), чернокожая рабыня в пёстрой чалме. С другой стороны кадки с апельсинами — три служанки, одна с распущенными волосами и гребнем (это вестницы наступившего утра). Эффект «раскрытого» потолка усиливает то, что их лица показаны как бы находящимися в тени: этот смелый приём заставляет зрителя думать, что источник света находится над их головами.

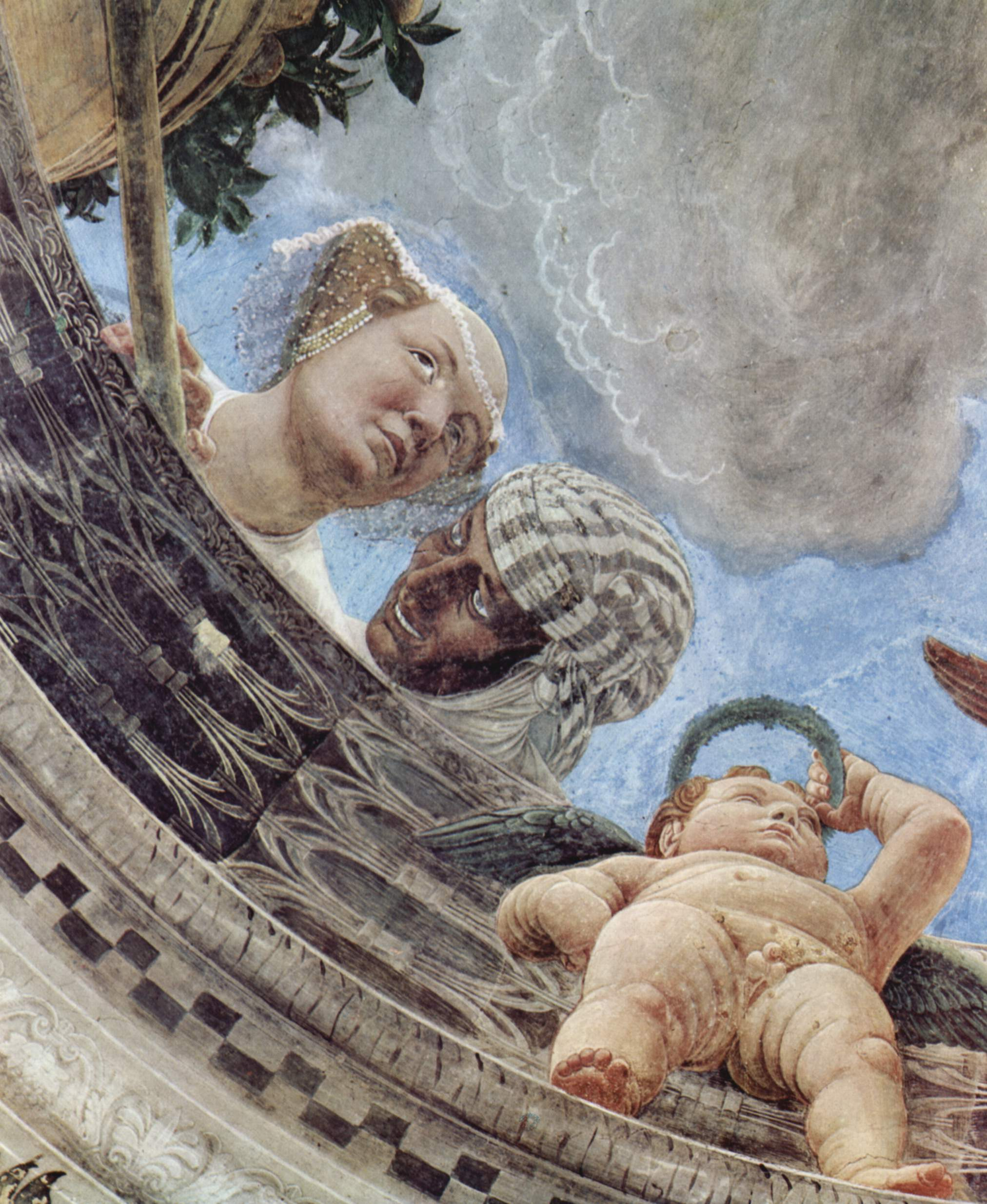
Деталь плафона
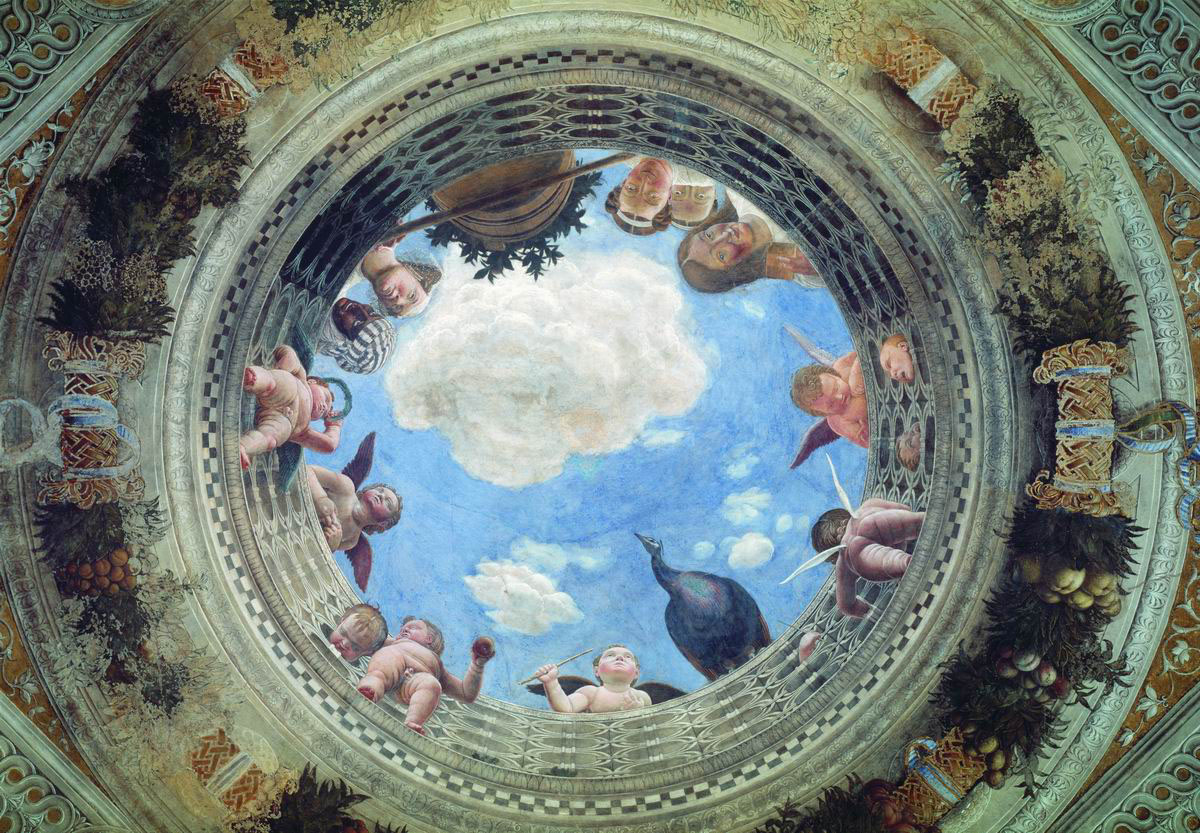
Плафон с окулюсом
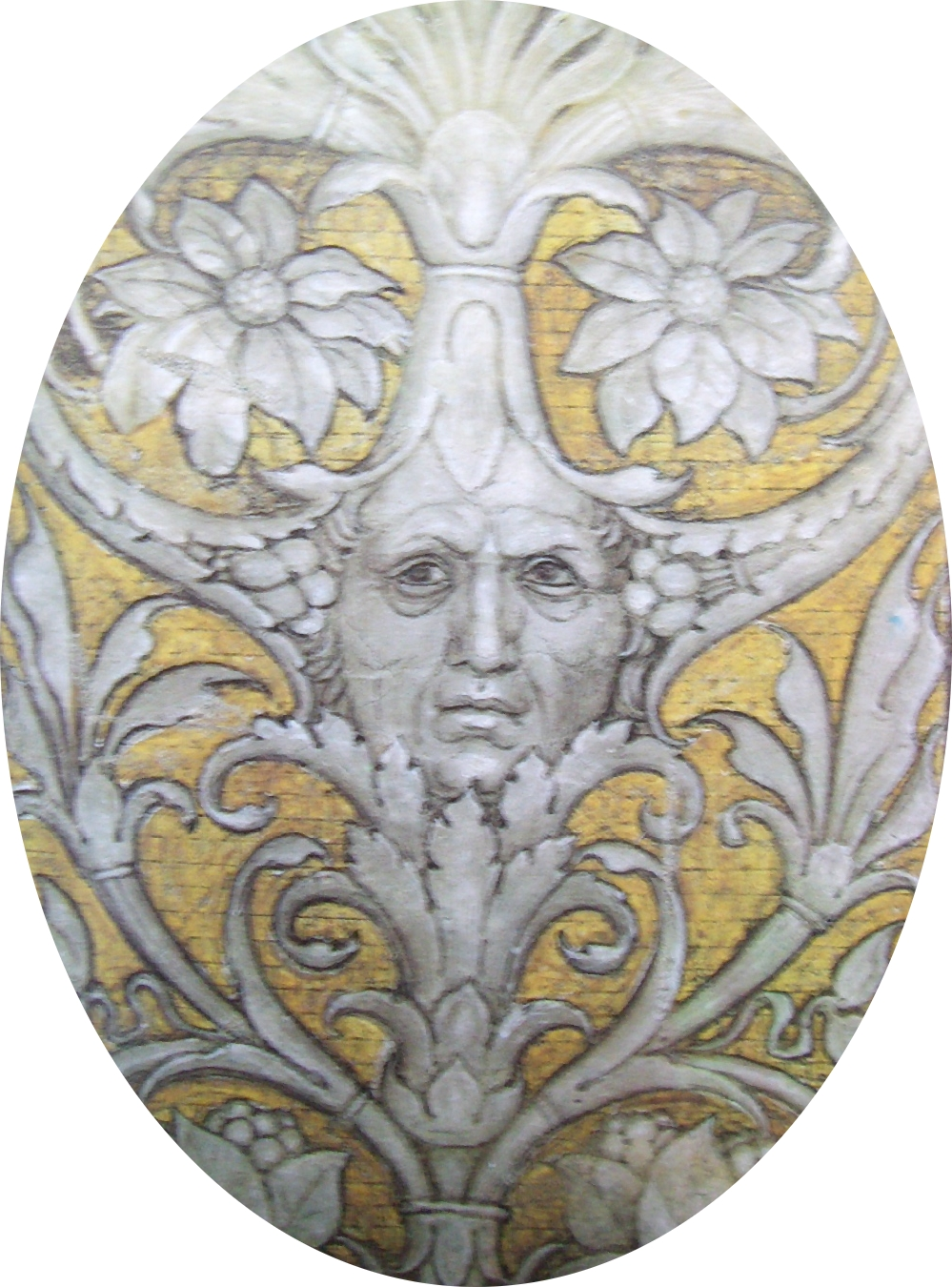
Автопортрет Мантеньи, замаскированный в декоре